# Welterbe in Malawi

Zum Welterbe in Malawi gehören (Stand 2025) drei UNESCO-Welterbestätten, darunter zwei Stätten des Weltkulturerbes und eine Stätte des Weltnaturerbes. Malawi hat die Welterbekonvention 1982 ratifiziert, die erste Welterbestätte wurde 1984 in die Welterbeliste aufgenommen. Die bislang letzte Welterbestätte wurde 2025 eingetragen.

## Welterbestätten
Die folgende Tabelle listet die UNESCO-Welterbestätten in Malawi in chronologischer Reihenfolge nach dem Jahr ihrer Aufnahme in die Welterbeliste (K – Kulturerbe, N – Naturerbe, K/N – gemischt, (G) – auf der Liste des gefährdeten Welterbes).
| Bild                                 | Bezeichnung                          | Jahr | Typ | Ref. | Beschreibung |
| ------------------------------------ | ------------------------------------ | ---- | --- | ---- | --- |
| (weitere Bilder)                     | Nationalpark Malawi-See (Lage)       | 1984 | N   | 289  | Der Nationalpark liegt am südlichen Rand des Malawisees und ist 88 km² groß. Der See beinhaltet eine große Vielfalt an Arten. Erfüllte Kriterien für Weltnaturerbe: vii., ix., x. |
| (weitere Bilder)                     | Felsbildkunst in Chongoni (Lage)     | 2006 | K   | 476  | Am Berg Chongoni gibt es 127 Fundstätten von Felsmalereien, die ältesten sind möglicherweise 2500 Jahre alt. Erfüllte Kriterien für Weltkulturerbe: iii., vi.                     |
| Kulturlandschaft des Mulanje-Massivs | Kulturlandschaft des Mulanje-Massivs | 2025 | K   | 1201 | Es handelt sich um die Kulturlandschaft rund um das Mulanje-Massiv. Erfüllte Kriterien für Weltkulturerbe: iii., vi.                                                              |

## Tentativliste
In der Tentativliste sind die Stätten eingetragen, die für eine Nominierung zur Aufnahme in die Welterbeliste vorgesehen sind.
Derzeit (2025) sind fünf Stätten in der Tentativliste von Malawi eingetragen, die letzten Eintragungen erfolgten 2011. Die folgende Tabelle listet die Stätten in chronologischer Reihenfolge nach dem Jahr ihrer Aufnahme in die Tentativliste.
| Bild                                                  | Bezeichnung                                                   | Jahr | Typ | Ref. | Beschreibung |
| ----------------------------------------------------- | ------------------------------------------------------------- | ---- | --- | ---- | ------------ |
| (weitere Bilder)                                      | Nyika-Nationalpark (Lage)                                     | 2000 | K/N | 1420 |              |
|                                                       | Khulubvi-Schrein und weitere Schreine der Regengottheit Mbona | 2011 | K   | 5602 |              |
| Malawis Sklavenrouten und Dr. David Livingstone Trail | Malawis Sklavenrouten und Dr. David Livingstone Trail         | 2011 | K   | 5603 |              |
| BW                                                    | Feuchtgebiet Chilwa-See (Lage)                                | 2011 | N   | 5604 |              |
| Wildtierreservat Vwaza Marsh                          | Wildtierreservat Vwaza Marsh (Lage)                           | 2011 | N   | 5605 |              |